# Swearin' to God
"Swearin' to God" is een nummer geschreven door Bob Crewe en Denny Randell. Het werd opgenomen door Frankie Valli en uitgebracht in mei 1975 als single van zijn album Closeup. Het is een liefdesliedje waarvan de tekstuele hook een meer letterlijke interpretatie is van de uitdrukking "I swear to God" (d.w.z. "Ik meen dit oprecht"): "I'm swearin' to God / So glad He's givin' me you"
Het eerste nummer van Valli dat de discostijl integreert (het duurt vier minuten als single, maar iets meer dan tien minuten op het album), "Swearin' to God" bevat Patti Austin die in de brug zingt als reactie op Valli's lofzang. "Swearin' to God" bereikte nummer 6 in de Amerikaanse Billboard-hitlijsten en ook nummer 31 in het Verenigd Koninkrijk.
Cash Box zei over de bewerkte singleversie: "Frankie's kenmerkende zangstijl wordt gecombineerd met een groots, luidruchtig arrangement en het resultaat is een nummer dat ongetwijfeld een hit zal worden."